# Mobayi-Mbongo
Mobayi-Mbongo, vroeger voor 1972 Banzystad (Frans: Banzyville), is een plaats in de provincie Noord-Ubangi in het noordwesten van de Democratische Republiek Congo.
Mobayi-Mbongo ligt aan de Ubangi, de belangrijkste zijrivier op de rechteroever van de Kongo. De Ubangu vormt over geruime afstand de grens tussen de Centraal-Afrikaanse Republiek en de Democratische Republiek Congo. Aan de overzijde van de Ubangi ligt tegenover Mobayi-Mbongo de stad Mobaye in het zuiden van de CAR.
De lokale taal in Mobayi-Mbongo is het Lingala.
President Mobutu Sese Seko in zijn streven om het 20 km westelijker gelegen Gbadolite met groot comfort uit te breiden, liet in 1989 een hydro-elektrische centrale bouwen op de Ubangi in Mobayi-Mbongo.